# Adem Ljajić
Adem Ljajić (serbisk kyrilliska: Адем Љајић), född 29 september 1991 i Novi Pazar, Jugoslavien (nuvarande Serbien), är en serbisk fotbollsspelare av bosniakiskt ursprung som spelar för Beşiktaş.

## Karriär
Ljajić slog igenom i FK Partizan Belgrad. I januari 2009 tillkännagav Manchester United att man kommit överens med Partizan om att värva Ljajić, som skulle stanna kvar i Partizan till januari 2010. Manchester drog sig dock ur affären och förklarade detta med att det varit svårt att ordna med serbens arbetstillstånd. Han värvades istället till italienska Serie A-klubben Fiorentina 13 januari 2010.
Den 17 november 2010 debuterade Adem för serbiska A-landslaget i en träningslandskamp mot Bulgarien i Sofia som blev en serbisk vinst med 0-1.
Den 2 maj 2012 hamnade Ljajic i blåsväder med den dåvarande tränaren Delio Rossi i Fioretina där Adem Ljajic blev utbytt för att sedan visa tummen upp för Rossi. Rossi hoppade sedan på Ljajic som fick ta emot några smällar. Samma dag fick Delio Rossi sparken av Fiorentina. Senare samma år i maj månad fick Adem Ljajic sparken ur landslaget av tränaren Sinisa Mihajlovic efter att Ljajic vägrat sjunga nationalsången. Ljajic som hade skrivit på ett avtal med att sjunga nationalsången fullföljde inte avtalet, vilket var anledningen till att han sparkades. Den 19 februari 2013 konstaterade Sinisa Mihajlovic att dörrarna står öppna för Ljajic till landslaget för en återvändo, bara om han bestämt sig för att sjunga nationalsången. 
I Ljajics sista säsong för Fiorentina var han som bäst. Han mäktade med 11 mål och 8 assist vilket gjorde flera europeiska klubbar intresserade. Med hans tekniska spelstil ville också ett antal engelska klubbar signera den dåvarande Fiorentina spelaren. Han tackade nej och ville helst stanna i Italien. Men inte i Fiorentina skulle han stanna efter att ha hamnat i dispyt med Fiorentina medlemmar om en kontraktsförlängning. Ljajic skrev inte på ett nytt kontrakt vilket gav eko hela vägen till Milano där Adriano Galliani försökte värva honom. Men Fiorentina ville helst inte sälja Ljajic till Milan efter att de har varit otrevliga gällande processen och Daniele Pradè uteslöt Milan som tänkbara köpare. Det blev istället Roma som Adem Ljajic hamnade efter att Erik Lamela lämnat huvudstadsklubben för Tottenham Hotspur.   
28 augusti 2013 skrev Adem Ljajic på ett 4-årskontrakt med AS Roma. Övergången från Fiorentina kostade AS Roma 11 miljoner euro.